# Дендропарк Нижньодніпровської НДС
Дендропарк Нижньодніпровської НДС — парк-пам'ятка садово-паркового мистецтва місцевого значення. Об'єкт розташований на території Олешківського району Херсонської області, м. Олешки, вул. Софіївська, 56 (квартал 13 виділ 1, квартал 12 виділ 6, квартал 10 виділ 16, центральна садиба Дослідного лісництва Державного підприємства «Степовий ім. В.М. Виноградова філіал УкрНДІЛГА»).
Площа — 3 га, статус отриманий у 1964 році.